# 松橋インターチェンジ
松橋インターチェンジ（まつばせインターチェンジ）は、熊本県宇城市松橋町にある九州自動車道のインターチェンジである。宇城市旧松橋町（宇城市街）・旧三角町、宇土市、天草市方面へ向かう場合に便利である。

## 案内板
- 17

松橋　天草
※ 上り線（福岡方面）には高千穂と書かれた標識があり、ここから高千穂町方面に向かうこともできる。上り線（福岡方面）にはかつて「矢部」も表記されていたが、旧・矢部町が山都町となったことで削除された。

## 道路
- E3 九州自動車道（17番）

## 接続する道路
- 国道218号
- 国道3号 （当ICを降りてすぐ近く）
- 国道266号

## 料金所
- ブース数 : 4

### 入口
- ブース数 : 2
  - ETC専用 : 1
  - ETC/一般 : 1

### 出口
- ブース数 : 2
  - ETC専用 : 1
  - 一般 : 1

## 高速バス
停車するバス路線
- 九州産交バス・宮崎交通 高速バス
  - 熊本 - 人吉 - 都城北 - 宮崎「なんぷう号」（ノンストップ便は停車しない）
    - 2017年10月1日をもって「なんぷう号」は松橋インターチェンジバス停を通過するため、休止となった。[1]

## 周辺
- 佐川急便松橋営業所
- 宇城市松橋町中心部
- 三角港
- 天草五橋

## 隣
E3 九州自動車道
(16) 御船IC - 緑川PA - (16-1)城南BS/スマートIC - (17) 松橋IC - (17-1) 宇城氷川スマートIC
高速バス
城南BS - 松橋BS - 氷川高塚BS